# Точка на сгъстяване
В математиката, точката x се нарича точка на сгъстяване за множеството E, когато всяка нейна околност съдържа безкрайно много точки от E. Може да се каже, че ξ е точка на сгъстяване за редицата {\displaystyle \{a_{n}\}_{n=1}^{\infty }}, ако във всяка околност {\displaystyle (\xi -\varepsilon ,\xi +\varepsilon )} на ξ редицата има безкрайно много членове.
Ако една редица е сходяща, то нейната граница е единствената точка на сгъстяване за редицата.
Числото (точката) ξ е точка на сгъстяване за числовата редица {\displaystyle \{a_{n}\}_{n=1}^{\infty }} точно тогава, когато съществува подредица {\displaystyle \{a_{n_{k}}\}_{k=1}^{\infty }} такава, че {\displaystyle \{a_{n_{k}}\}_{k=1}^{\infty }} е сходяща и {\displaystyle \lim {a_{i_{k}}}=\xi } при {\displaystyle k\to \infty }.
Ако може да се състави безкрайно голяма редица с чифтове различни положителни елементи, то за точка на сгъстяване може да се счита точката {\displaystyle +\infty }.